# 礼让店乡
礼让店乡，是中华人民共和国河北省廊坊市固安县下辖的一个乡镇级行政单位。

## 行政区划
礼让店乡下辖以下地区：
礼让店三村、礼让店一村、礼让店二村、韩家庄村、康家务村、屈家营村、大褚林村、相公庄村、沙河口村、野场村、胡家庄村、闫家庄村、贾各庄村、后屯村、关各店村、蔡家村、齐家村和太师庄村。